# NITTOKU
NITTOKU株式会社（ニットク、英: NITTOKU CO., LTD.）は、埼玉県さいたま市大宮区に本社を置く、自動巻線機などを製造、販売するメーカーである。
旧社名は、日特エンジニアリング株式会社（にっとくエンジニアリング、英: NITTOKU ENGINEERING CO., LTD.）。
2025年3月時点で、世界に400件（グループ計）の特許を保有。

## 沿革
- 1972年9月 - 八千代市に当社を設立
- 1974年4月 - さいたま市（旧：浦和市）に本社を移転
- 1989年1月 - JASDAC（旧：店頭売買銘柄）上場
- 1991年12月 - 福島市（旧：伊達郡）飯野町に福島事業所(旧：福島工場）を設置
- 1993年12月 - 香港に現地法人を設立
- 1996年7月 - タイに現地法人を設立
- 2000年10月 - シンガポールに現地法人を設立
- 2001年7月 - 台湾・台北市に現地法人を設立
- 2002年7月 - 中国・蘇州市に現地法人を設立
- 2005年6月 - 中国・深圳市に現地法人を設立
- 2006年11月 - 中国・上海市に現地法人を設立
- 2007年3月 - アメリカに現地法人を設立
- 2008年9月 - 日特コーセイ株式会社（旧：株式会社コーセイ）を子会社化
- 2010年3月 - 韓国に現地法人を設立
- 2013年4月 - 大村市に長崎事業所を設置
- 2014年5月 - 日特コイデ株式会社（旧：株式会社コイデエンジニアリング）を子会社化
- 2015年5月 - オーストリアに現地法人を設立
- 2017年5月 - 中国・常州市合弁会社を設立
- 2018年4月 - 松山市に四国テクニカルセンターを設置
- 2018年11月 - 長崎事業所を拡張
- 2019年8月 - 
  - NITTOKU株式会社に社名変更（旧社名 日特エンジニアリング株式会社）
  - さいたま市大宮区に本社を移転
- 2019年11月 - 福島事業所を拡張
- 2020年8月 - IMD株式会社を設立
- 2022年2月 - ベトナムに現地法人を設立
- 2022年4月 - JASDAQ市場からスタンダード市場に移行
- 2023年9月 - フィリピンに現地法人を設立
- 2024年4月 - 株式会社アステクノスを子会社化
- 2024年5月 - 鳥取市に鳥取テクニカルセンターを設置
- 2024年6月 - 草津市に滋賀テクニカルセンターを設置

## 所在地
本社
埼玉県さいたま市大宮区東町2-292-1
事業所
- 福島事業所 - 福島県福島市飯野町明治字鹿ノ子島17-3
- 長崎事業所 - 長崎県大村市池田2-1306-4
- 愛媛事業所 - 愛媛県東温市下林丙174-5

営業拠点
- 東京営業所 - 埼玉県さいたま市大宮区東町2-292-1
- 名古屋サテライト - 愛知県名古屋市中村区名駅1-1-1 JPタワー名古屋15F 1502
- 大阪サテライト - 大阪府大阪市北区梅田三丁目2-2 JPタワー大阪13F
- 福島営業所 - 福島県福島市飯野町明治字鹿ノ子島17-3

テクニカルセンター
- 四国テクニカルセンター - 愛媛県松山市日の出町7-8 カサグランデ越智1F
- 鳥取テクニカルセンター - 鳥取県鳥取市今町2-251 日本生命鳥取駅前ビル4F
- 滋賀テクニカルセンター - 滋賀県草津市野路１丁目８-18 エルミナeeビルディング204号室